# Narcinidae
Famille
Les Narcinidae sont une famille de raies ayant une forme de torpille. Ce sont des raies électriques.

## Liste des genres
Selon World Register of Marine Species (1 août 2015) et FishBase (1 août 2015) :
- genre Benthobatis Alcock, 1898
  - Benthobatis kreffti RincÃ³n, Stehmann & Vooren, 2001
  - Benthobatis marcida Bean & Weed, 1909
  - Benthobatis moresbyi Alcock, 1898
  - Benthobatis yangi Carvalho, Compagno & Ebert, 2003
- genre Diplobatis Bigelow & Schroeder, 1948
  - Diplobatis colombiensis
  - Diplobatis guamachensis MartÃn Salazar, 1957
  - Diplobatis ommata
  - Diplobatis pictus Palmer, 1950
- genre Discopyge Heckel, 1846
  - Discopyge castelloi Menni, RincÃ³n & GarcÃa, 2008
  - Discopyge tschudii Heckel, 1846
- genre Narcine Henle, 1834
  - Narcine atzi Carvalho & Randall, 2003
  - Narcine bancroftii
  - Narcine brasiliensis
  - Narcine brevilabiata Bessednov, 1966
  - Narcine brunnea Annandale, 1909
  - Narcine entemedor Jordan & Starks, 1895
  - Narcine insolita Carvalho, SÃ©ret & Compagno, 2002
  - Narcine lasti Carvalho & SÃ©ret, 2002
  - Narcine leoparda Carvalho, 2001
  - Narcine lingula Richardson, 1846
  - Narcine maculata
  - Narcine nelsoni Carvalho, 2008
  - Narcine oculifera Carvalho, Compagno & Mee, 2002
  - Narcine ornata Carvalho, 2008
  - Narcine prodorsalis Bessednov, 1966
  - Narcine rierai
  - Narcine tasmaniensis Richardson, 1841
  - Narcine timlei
  - Narcine vermiculatus Breder, 1928
  - Narcine westraliensis McKay, 1966

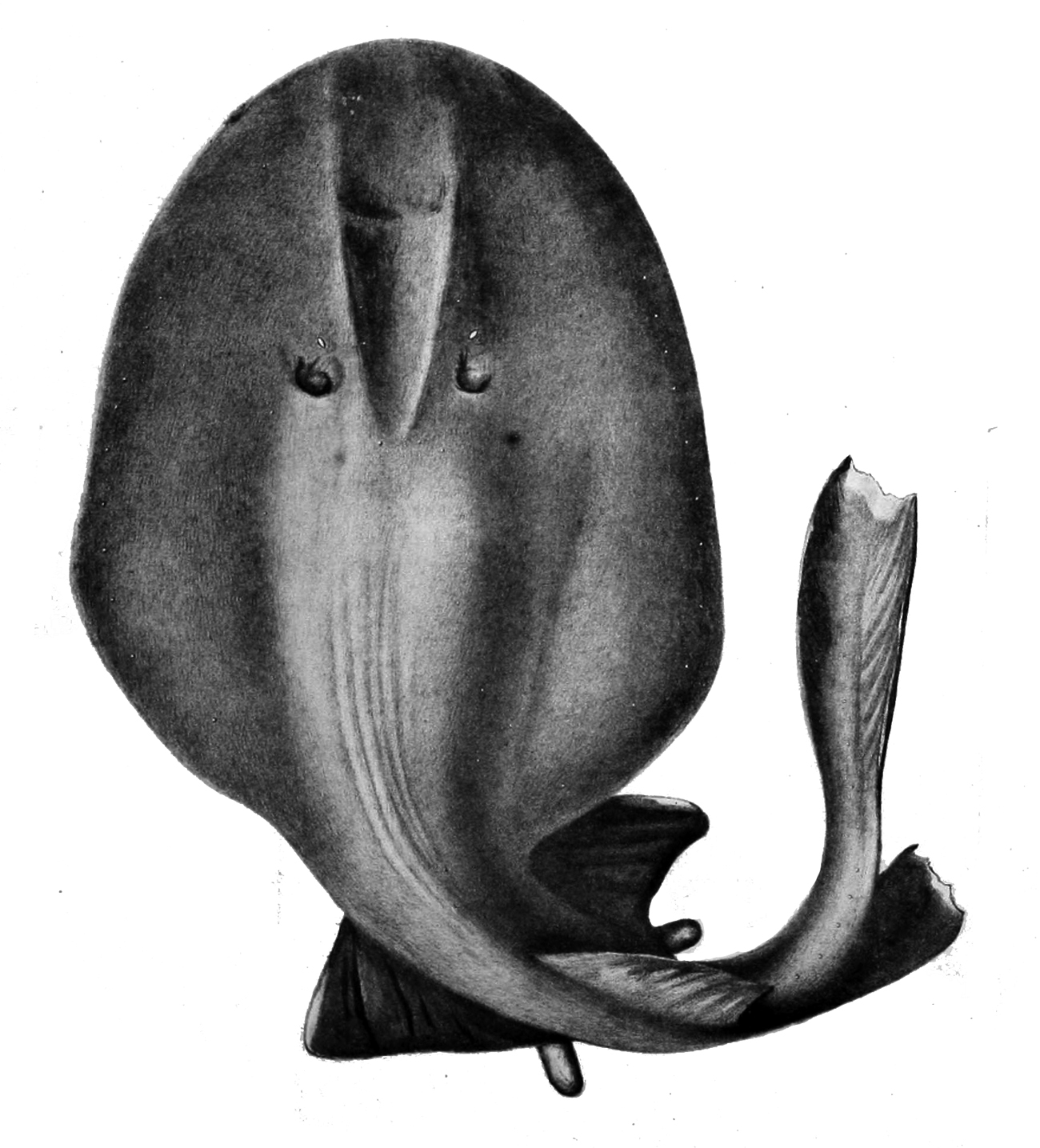
Benthobatis moresbyi
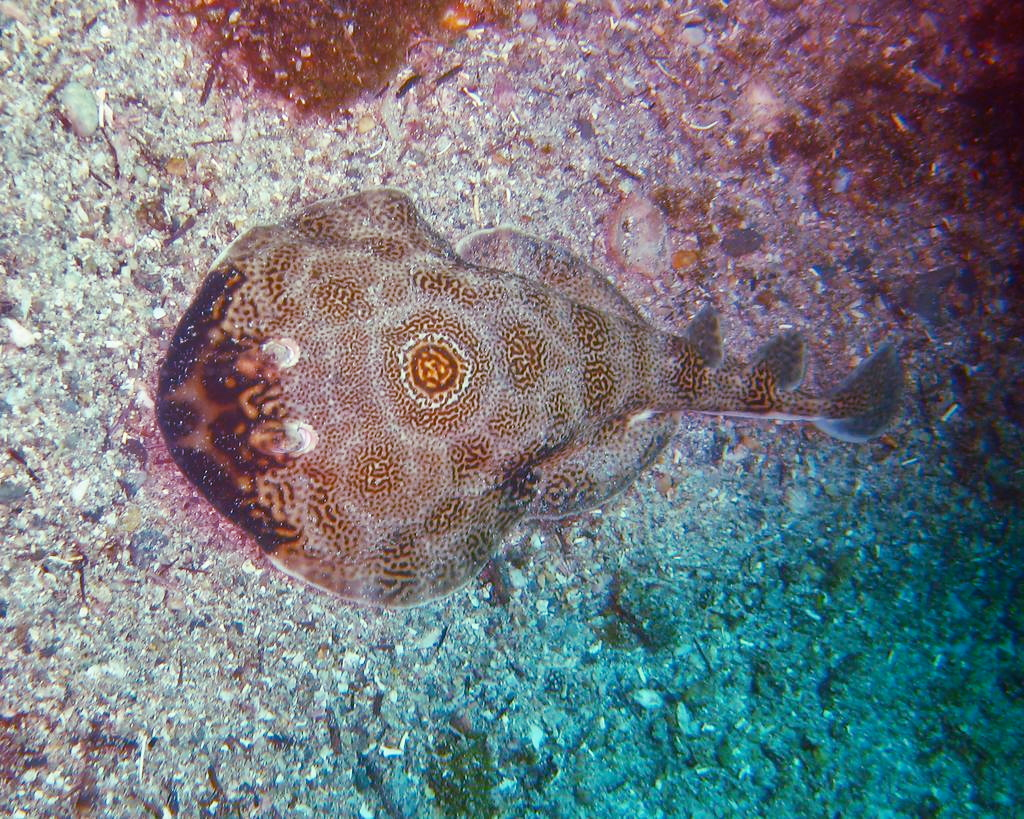
Diplobatis ommata
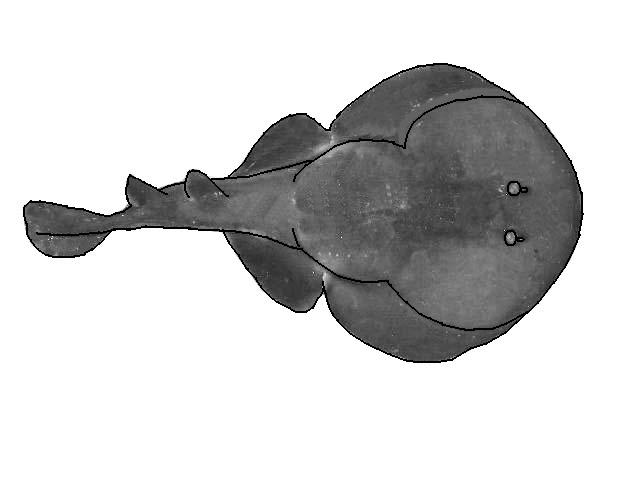
Discopyge tschudii
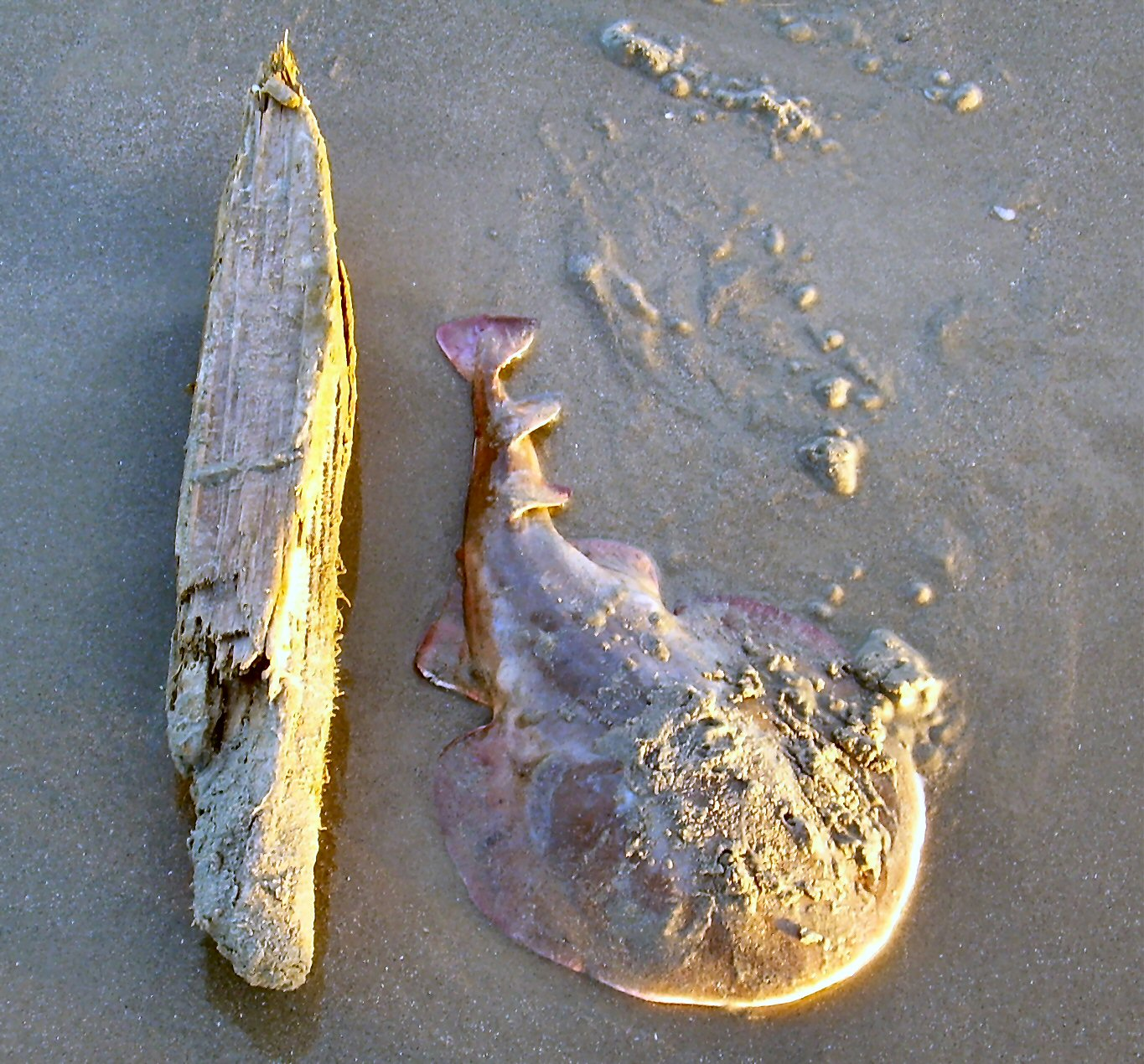
Narcine bancroftii